# Lehel György
Lehel György (Budapest, 1926. február 10. – Budapest, 1989. szeptember 25.) Kossuth-díjas magyar karmester.

## Élete és munkássága
Zenei tanulmányait Kadosa Pál és Somogyi László magántanítványaként folytatta. Kadosa zeneszerzésre, Somogyi vezénylésre oktatta. A második világháború alatt családja elvesztette mindenét, ezért a háború után az akkor húszéves Lehelnek Budapestre való visszatérése után azonnal munkába kellett állnia. Eleinte a Fővárosi Közmunkák Tanácsánál volt előadó. Egy évig dolgozott ebben a munkakörben, mígnem néhány barátja (köztük Várnai Péter) meg nem hívta a Magyar Rádióhoz, ahol 1946 őszétől forgatóként alkalmazták, majd rövidesen zenei rendezővé, majd főrendezővé léptették elő. 1947 nyarán vezényelte először a Magyar Rádió Szimfonikus Zenekarát, és ettől kezdve hivatali elfoglaltságai mellett rendszeresen dirigált is a Magyar Rádió stúdiójában.
1949–1950 között a politikai vezetés nagy súly fektetett a rádió műsorainak a népszerűsítésére. Az életkörülmények romlása és a politikai élet egyre diktatórikusabbá válása közepette szükségesnek gondolták, hogy az emberek könnyen kikapcsolódhassanak otthonaikban. Ezért létrehozták az úgynevezett Operettgyárat a Magyar Rádióban, amelynek munkatársai hetenként egy-egy új operettet komponáltak és adattak elő a rádióban. Ezeket az operett-előadásokat rendszerint Lehel György vezényelte élő adásban. Ez nagyon jó karmesteri gyakorlatot jelentett neki, hiszen minden héten lehetősége nyílt „premiert” dirigálnia, ugyanis nem sorozatban mentek az előadások.
Közben 1948-ban a Bécsi Filharmonikusok szerződést ajánlott neki, ami nagy lehetőséget jelentett volna az akkor 22 éves karmesternek, de nem tudott élni vele, mert Bécsbe utazása előtt lezárták a határokat. Némi vigaszt nyújthatott neki, hogy kinevezték a rádió főszerkesztőjévé, ezt a posztot 1956-ig töltötte be, majd ezután a Magyar Rádió Szimfonikus Zenekarának karnagya lett. 1957-ben visszahívták főszerkesztőnek, de a felkérést végül visszautasította. Ezt a rádió vezetősége nem vette jó néven, és 1958-ig karmesterkedni sem hívták meg. 1958-tól kezdve azonban ismét rendszeresen dolgozott együtt a rádió zenekarával, melynek 1962-től igazgatója és vezető karnagya volt.
Külföldi vendégszereplésekre a rádió zenekarának nem igazán nyílt alkalma az 1950-es években, ezért Lehel szerencsésnek érezhette magát, amikor ő kísérhette el a zenekart első lengyelországi vendégszereplésükre. Aztán 1955-ben őt küldték ki közvetíteni a Prágai Nemzetközi Tavaszi Fesztiválra, illetve a koncertközvetítésekkel kapcsolatos teendők felügyeletével is megbízták. A következő évben megint szerencsésnek érezhette magát: 1956-ban ünnepelte a világ Mozart születésének 200. évfordulóját, és Salzburgban a szokásosnál is nagyobb szabású fesztivált rendeztek a zeneszerző emlékére. Ekkor szintén Lehelt küldték ki a rádióból tudósítónak, hogy a koncertközvetítések előtt egy kis hangulatjelentést mondjon a hallgatóságnak.
A rádió zenekara első alkalommal 1958-ban utazhatott Nyugat-Európába vendégszerepelni: Párizsban és Brüsszelben léptek fel. Ezután Lehel latba vetette minden befolyását, és kieszközölte a külföldi turnék megindítását. Az ő érdeme, hogy e turnék alkalmával a zenekar a világ nagy zenekaraival egyenrangú megbecsülésben részesülhetett és ismertté válhatott Európa, Amerika, Ázsia és Ausztrália szinte valamennyi jelentős nagyvárosában.
Maga Lehel vendég karmesterként Albánia kivételével Európa összes országában fellépett, de többször kapott felkérést az USA-ból, Japánból, Kanadából, Ausztráliából és Új-Zélandból is. 1974-ben a Bázeli Rádió Szimfonikus Zenekarának állandó vendégkarnagya lett, de rendszeresen visszatérő vendég karmestere volt a bambergi, a detroiti, a montréali, valamint az új-zélandi zenekarnak is. Európai turnéi közül jelentősek voltak olaszországi fellépései, 1968–1989 között Svájcban is rendszeresen fellépett. Gyakorlatilag minden évben adott legalább egy hangversenyt a kis alpesi országban.
Lehel egészen élete utolsó éveiig aktívan dolgozott Magyarországon és külföldön is. Aztán 1988. augusztus 15-én tüdőrákkal megműtötték. Ekkor visszavonult a rendszeres fellépéstől, a következő évben hunyt el.
Lehel élete végéig figyelemmel kísérte a kortárs zeneszerzők munkásságát, és nagy érdemeket szerzett a kortárs magyar szerzők műveinek itthoni és külföldi népszerűsítésében. Közreműködésével hatvankét huszadik századi magyar zeneszerző kétszázötvenhat műve került előadásból vagy stúdió felvételből rögzítésre. Külföldi fellépései alkalmával rendszeresen műsorra tűzte Bartók, Kodály, Liszt, Dohnányi és Kadosa műveit, de nagy érdemeket szerzett Bach, Haydn, Mozart és Beethoven műveinek tolmácsolásával is. A Magyar Állami Operaház előadásait is több alkalommal vezényelte, többek között 1983-ban az ő közreműködésével újította fel az intézmény Puccini Pillangókisasszonyát. Repertoárjában döntően a klasszikus, a romantikus és a modern művek szerepeltek, beleérző készsége révén azonban elsősorban a romantikus és a kortárs művek szakavatott tolmácsolója volt.

## Magyar Rádió
- Kemény Egon–Ignácz Rózsa–Soós László–Ambrózy Ágoston: „Hatvani diákjai” (1955) Rádiódaljáték 2 részben. Szereplők: Hatvani professzor – Bessenyei Ferenc, Kerekes Máté – Simándy József, női főszerepben: Petress Zsuzsa, további szereplők: Mezey Mária, Fodorító Márton, csizmadia céhmester - Tompa Sándor, Pálóczi Horváth Ádám: Sinkovits Imre, Naszályossy – Zenthe Ferenc, Bende Zsolt, Horváth Tivadar, Kovács Károly, Hadics László, Gózon Gyula, Csákányi László, Dénes György és mások. Zenei rendező: Ruitner Sándor. Rendező: Molnár Mihály és Szécsi Ferenc. A Magyar Rádió (64 tagú) Szimfonikus Zenekarát Lehel György vezényelte, közreműködött a Földényi-kórus 40 tagú férfikara.
- Kemény Egon - Gál György Sándor - Erdődy János: „Komáromi farsang” (1957) Rádiódaljáték 2 részben. Történik: 1798, farsangján. Színhely: Komárom. Főszereplők: Csokonai Vitéz Mihály – Ilosfalvy Róbert és Zenthe Ferenc, Lilla – Házy Erzsébet és Korompai Vali. Szereplők: Deák Sándor, Gönczöl János, Molnár Miklós, Berky Lili, Bilicsi Tivadar, Szabó Ernő, Hlatky László, Fekete Pál, Lehoczky Éva, Kishegyi Árpád, Völcsey Rózsi, Gózon Gyula, Rózsahegyi Kálmán és mások. Zenei rendező: Ruitner Sándor. Rendező: László Endre. A Magyar Rádió Szimfonikus Zenekarát Lehel György vezényelte.
- Kemény Egon - Erdődy János: „Krisztina kisasszony” (1959) Rádióoperett 2 részben. Történik: 1809-ben. Színhely: Győr. Főszereplő: Krisztina kisasszony: Petress Zsuzsa. Szereplők: Kövecses Béla, Bitskey Tibor, Gyenes Magda, Bilicsi Tivadar, Rátonyi Róbert, Ungvári László, Gonda György, Somogyi Nusi, Dajbukát Ilona, Pethes Sándor és mások. Zenei rendező: Ruitner Sándor. Rendező: Cserés Miklós dr. A Magyar Rádió Szimfonikus Zenekarát Lehel György vezényelte, közreműködött a Földényi-kórus.

Kemény Egon nagyzenekari művei. A Magyar Rádió Szimfonikus Zenekarát Lehel György vezényelte.
- Eső és napsütés (1958)
- Könnyű zene gordonkára, hegedűre és zongorára, nagyzenekari kísérettel. Szvit 4 tételben. (1955) Ramor Ervin – hegedű, Tokaji András – gordonka, Petri Endre – zongora

## Diszkográfia
- Kemény Egon – Ignácz Rózsa – Soós László – Ambrózy Ágoston: Hatvani diákjai daljáték, CD dupla-album. Breaston & Lynch Média, 2019.
- Kemény Egon – Gál György Sándor – Erdődy János: Komáromi farsang daljáték, CD dupla-album. Breaston & Lynch Média, 2019.

## Díjai, elismerései
- Liszt Ferenc-díj (1955, 1962)
- Érdemes művész (1968)
- Kossuth-díj (1973)

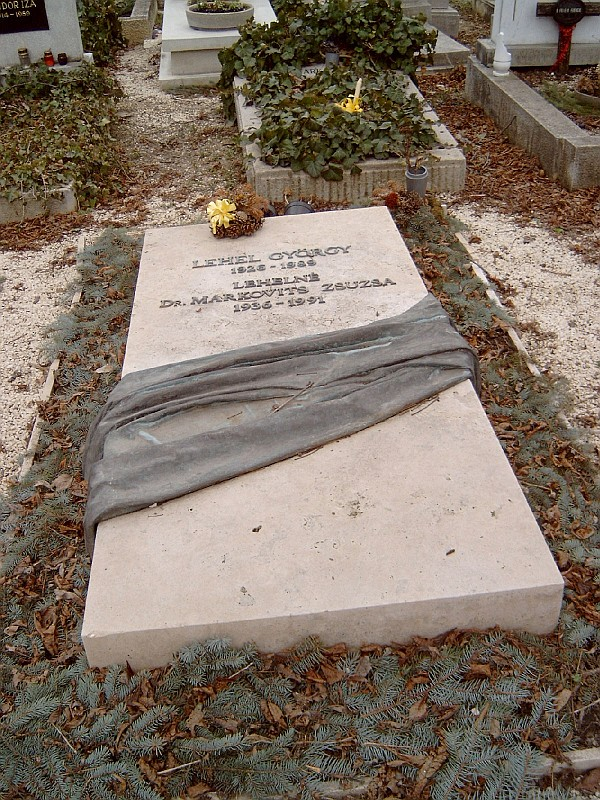
Lehel György sírja

- A chicagói Conservatory díszdoktori kinevezése (1977)
- Kiváló művész (1979)
- Bartók–Pásztory-díj (1988)